# 朱成鈠
灵丘庄和王朱成鈠（1457年—1497年5月5日），明朝灵丘僖靖王朱仕𡒳庶长子，母谢氏。

## 生平

### 袭爵前
天顺元年（1457年）生。天顺八年（1464年）六月获赐名。成化二年（1466年）封辅国将军。成化七年（1467年）九月，因祖父灵丘荣顺王朱逊烇奏称长子朱仕𡒳身为继承人没有俸禄，两个孙子已年长却无法举行婚礼，山西钞法不通，朝廷令朱成鈠和弟弟朱成𨭖的岁禄折色内改为给实米五十石。成化十一年（1471年）五月，户部奏按旧制郡王长子之子暂封辅国将军，禄米八百石，等长子袭封，再进镇国将军，加禄米为一千石，朱仕𡒳尚未受封，其子朱成鈠、朱成𨭖、朱成铜都应该还是辅国将军，却因有司失察被封为镇国将军，始封已大约十年，多支的禄米亦当扣除。明宪宗同意，但指既往不咎。
八月，荣顺王薨。成化十二年（1476年）封镇国将军。十三年（1477年），朱仕𡒳袭封灵丘王。
成化十六年（1480年）十二月，户部大臣上言山西闻喜县年老百姓王青奏称本县岁输都用于供给阳曲、灵丘、怀仁、山阴四王府及各镇国等将军的禄米，每一石折银三两，小民困苦，请求如晋府等府只收本色，商议后认为郡王禄米按例于本处亲王府收受，无仓官者贮于有司，后虽许本府自收，但不是通行定例，折银是亲王也不准的，且山西米价一石仅值银三四钱，现在却取至三两，即使按收本色算也达到数倍，此外还有巧取之弊，应该令自次年开始，都按旧例收纳，不许折银及加倍巧取，违者许巡抚、巡按、布按二司参奏，与者、受者一体降级调用，如再请求于本府收者，都不覆奏。宪宗准奏。
弘治六年（1493年），僖靖王薨。七年（1494年）五月，灵丘王教授谢谦称朱成鈠儒雅笃孝，对僖靖王每日多次问安，不避风雨寒暑，僖靖王有疾时亲尝汤药、衣不解带，经常对请求愿意代僖靖王而死，僖靖王死后哀毁顿绝，良久方苏，水桨不入口四日，守丧未尝少离，徒跣送葬行四十余里，结庐墓侧有野兽如虎旋绕墓域，后以母命不得已才回府，请求赐坊牌表彰，以为宗室榜样。孝宗赐敕奖谕。十月，孝宗遣保定侯梁任、永康侯徐锜、怀宁侯孙泰、会昌侯孙铭、驸马都尉杨伟、马诚、崇信伯费淮、兴安伯徐盛、成安伯郭宁、彭城伯张信、惠安伯张伟、清平伯吴琮、建平伯高霳、武进伯朱洁、南宁伯毛良、刑部右侍郎戴珊、都察院左佥都御史杨谧、通政使司左通政毛伦各自持节充正使，翰林院侍读江澜、尚宝司少卿杨泰、户科给事中王玺、礼科右给事中孙孺、兵科给事中东思恭、中书舍人孙琰、户部郎中李文安、员外郎胡倬、礼部员外郎尹万化、兵部郎中费瑄、刑部员外郎尹嘉言、屈直、周东、商良辅、工部员外郎朱恩、周浚、鸿胪寺左少卿杜英、李鐩充副使，册封朱成鈠为灵丘王，夫人安氏为灵丘王妃。

### 袭爵及去世
弘治十年（1497年）四月薨，辍朝一日，赐祭葬如制，谥庄和。弘治十一年（1499年）十二月，嫡长子朱聪滆袭封。

## 分歧记载
《明孝宗敬皇帝实录卷之四十七》载弘治四年（1491年）正月，朱成鈠奏请不要改调取用熟悉边事的各边巡抚、都御史，可加秩增禄令其久任以保障军民，吏部覆奏认为不可，孝宗同意。误。当时在位者为僖靖王。

## 评价
- 《明史》卷一百十七<列傳第5·太祖諸子二>载朱仕𡒳、朱成鈠、朱聰滆三王皆以孝行受到旌表。
- 《弇山堂别集》卷073：履正志和，不剛不柔。

## 家庭

### 妻妾
- 王妃安氏，生朱聰滆

### 子女
- 嫡長子：靈丘端懿王朱聰滆
- 庶次子：朱聰浮，成化十九年（1483年）正月賜名[10]